# Negacja
| autorzy         | zapis                           |
| --------------- | ------------------------------- |
| Heyting         | {\displaystyle \neg p}          |
| Schröder Peirce | {\displaystyle p'}              |
| Peano Russell   | {\displaystyle \sim p}          |
| Hilbert         | {\displaystyle {\overline {p}}} |
| Łukasiewicz     | {\displaystyle Np}              |

Negacja (z łac. negatio), zaprzeczenie – pojęcie logiki i językoznawstwa o kilku znaczeniach:
- działanie jednoargumentowe na zbiorze zdań (funktor zdaniotwórczy), które każdemu zdaniu p przypisuje zdanie nie p[4][5];
- wynik tego działania, tj. wartość funktora – zdanie mające postać nieprawda, że p, gdzie p jest zdaniem;
- odpowiednią funkcję na zbiorze wartości logicznych;
- odpowiedni funktor na zbiorze nazw[6].

W logice formalnej, np. rachunku zdań, negacja ma różne zapisy:
- osobny symbol {\displaystyle (\neg p),}
- tylda {\displaystyle (\sim p),}
- prim {\displaystyle (p'),}
- makron {\displaystyle ({\overline {p}}).}

Odczytuje się to nieprawda, że p lub nie jest tak, że p. Inny symbol negacji – zwłaszcza jako funkcji boolowskiej i bramki logicznej – to angielska partykuła NOT.

## Definicja wlogice dwuwartościowej
| {\displaystyle p} | {\displaystyle \neg p} |
| ----------------- | ---------------------- |
| 0                 | 1                      |
| 1                 | 0                      |

Niech {\displaystyle \mathbb {B} } będzie dwuelementowym zbiorem wartości logicznych: {\displaystyle \mathbb {B} =\{0,1\}.} Negacja {\displaystyle \neg \,:\mathbb {B} \to \mathbb {B} } jest funkcją ze zbioru {\displaystyle \mathbb {B} } w zbiór {\displaystyle \mathbb {B} ,} określoną następująco:
{\displaystyle \neg \,p=1-p},
czyli
{\displaystyle \neg \,0=1}
{\displaystyle \neg \,1=0}.
Negację zdania p uważa się za prawdziwą, gdy zdanie p jest fałszywe, zaś za fałszywą, gdy zdanie p jest prawdziwe:
1 – prawda (lub zdanie prawdziwe),
0 – fałsz (lub zdanie fałszywe).

## Własności
W klasycznym rachunku zdań negacja pojawia się w szeregu tautologii, tj. formuł prawdziwych zawsze, bez względu na prawdziwość zdań składowych. Odpowiadają im pewne tożsamości opisujące dopełnienie zbioru.

### Zasada niesprzeczności
Zasada niesprzeczności (zwana także zasadą sprzeczności) głosi, że z dwóch zdań sprzecznych najwyżej jedno jest prawdziwe (lub równoważnie, co najmniej jedno jest fałszywe):
{\displaystyle \neg (p\,\land \,\neg \,p)},
gdzie {\displaystyle \land } jest znakiem koniunkcji (oznacza spójnik ‘i’).
Przykład:
- Niech {\displaystyle p} będzie zdaniem Mam ciastko.
- Wówczas {\displaystyle \neg \,p} ma postać: Nie mam ciastka.
- Ich koniunkcja {\displaystyle p\,\land \,\neg \,p} to Mam ciastko i nie mam ciastka (jest to zdanie fałszywe).
- Zaprzeczenie tej koniunkcji {\displaystyle \neg (p\,\land \,\neg \,p)} (Nieprawda, że mam ciastko i nie mam ciastka) jest zdaniem prawdziwym.

### Prawo wyłączonego środka
Zasada wyłączonego środka mówi, że z dwóch zdań sprzecznych co najmniej jedno jest prawdziwe:
{\displaystyle p\,\lor \,\neg \,p},
gdzie {\displaystyle \lor } jest znakiem alternatywy (oznacza spójnik lub).
Przykład:
- Niech zdanie {\displaystyle p} ma postać: Jutro będzie padał deszcz.
- Wówczas {\displaystyle \neg \,p} to Jutro nie będzie padał deszcz.
- Jedno z nich jest prawdziwe (możemy nie wiedzieć które).
- Ich alternatywa {\displaystyle p\,\lor \,\neg \,p} (Jutro będzie padał deszcz lub jutro nie będzie padał deszcz) jest zawsze prawdziwa.

### Prawo podwójnego przeczenia
Złożenie dwóch negacji jest równoważne wyjściowemu zdaniu:
{\displaystyle \neg \,(\neg \,p)\Leftrightarrow p.}

Podwójne przeczenie się znosi, lub po łacinie: duplex negatio affirmat, tzn. podwójne przeczenie, to tyle co twierdzenie.

Przykład:
- Niech zdanie {\displaystyle p} oznacza: Warszawa jest stolicą Polski (jest to zdanie prawdziwe).
- Wówczas {\displaystyle \neg \,p} ma postać: Warszawa nie jest stolicą Polski (jest to zdanie fałszywe).
- Natomiast {\displaystyle \neg \,(\neg \,p)} można zapisać: Nieprawda, że Warszawa nie jest stolicą Polski (jest to zdanie prawdziwe i równoważne zdaniu {\displaystyle p}).

### Inne
Negację zawierają też prawo kontrapozycji i prawa De Morgana.